# Крабовый резонатор

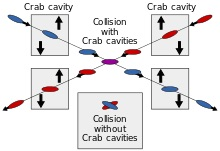
Схема работы крабового резонатора

Крабовые резонаторы — вид ВЧ-резонаторов, используемых в коллайдерах, чтобы обеспечить поперечный разворот сгустков частиц. Это вращение можно использовать как средство повышения светимости в точке взаимодействия коллайдера, если встречные пучки пересекаются друг с другом под углом (эта схема называется crab crossing). Такая схема помогает также свести к минимуму эффекты от взаимодействия встречных пучков частиц, что важно для кольцевых коллайдеров. Впервые крабовые резонаторы предложены и использованы на коллайдере KEKB в своем последнем обновлении.

## Крабовые резонаторы на KEKB

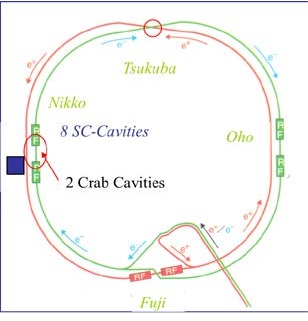
Расположение крабовых резонаторов на KEKB

В 2007 году учёные на KEKB продемонстрировали пару рабочих сверхпроводящих ниобиевых крабовых резонаторов с напряжением 1.8 МВ и добротностью 109 при температуре 4К. Резонаторы были установлены в общем для двух колец промежутке встречи и действовали сразу на оба пучка. Разворот сгустков был зафиксирован стрик-камерой. После достаточно продолжительной настройки машины физики отметили увеличение светимости.

## Крабовые резонаторы для LHC
Крабовые резонаторы предлагается использовать для модернизированного Большого Адронного Коллайдера HL-LHC.